# Associação Mundial de Guias e Bandeirantes
A Associação Mundial de Guias e Bandeirantes (em inglês WAGGGS /wæɡz/) é uma associação mundial que apoia as organizações de Bandeirantismo em 150 países. Ela foi criada em 1928 em Parád, Hungria, e foi sediada em Londres, Inglaterra. Ela é contrapartida da Organização Mundial do Movimento Escoteiro (sigla do inglês WOSM). A WAGGGS está organizada em cinco regiões e opera cinco centros internacionais de orientação. Possui status de membro pleno no Fórum Europeu da Juventude (YFJ), que opera nas áreas Conselho da Europa e União Europeia trabalhando em estreita colaboração com esses órgãos.

## Missão
A missão da WAGGGS é permitir que meninas e mulheres alcancem seu potencial como responsáveis cidadãs do mundo.
A WAGGGS oferece um programa de educação não formal que oferece treinamento em habilidades para a vida, liderança e tomada de decisões. Também oferece projetos e programas em nível internacional que permitem que as guias e bandeirantes sejam cidadãs mundiais responsáveis por meio de ações e atividades comunitárias.
WAGGGS é dirigida por mulheres para meninas e jovens mulheres. Guias e Bandeirantes são educadas em liderança e em tomada de decisões e são incentivadas a participar da governança e liderança da WAGGGS. Cada unidade individual é administrada de forma democrática, com Guias e Bandeirantes ativamente envolvidas na liderança e na tomada de decisões.
O Guidismo e Bandeirantismo está aberto a todas as meninas e jovens mulheres, sem distinção de crença, raça, nacionalidade ou qualquer outra circunstância. A WAGGGS acredita que a educação de meninas, e a educação de meninos, incluem a educação para a parceria igualitária. Rapazes e moças são ensinados a reconhecer suas diferenças e semelhanças e a respeitar uns aos outros como pessoa.
O Guidismo / Bandeirantismo é uma organização voluntária que conta com mais de 100.000 voluntários em todo o mundo para implementar programas para Guias e Bandeirantes, e ensinar às meninas e jovens mulheres apoio e liderança. Existem mais de 10 milhões de bandeirantes e guias em 145 países. Guias e bandeirantes de todo o mundo podem se encontrar em eventos internacionais ou em um dos cinco Centros Mundiais.
Existem muitas oportunidades de participar de eventos internacionais administrados pelas Nações Unidas ou outras organizações não governamentais em nome da Associação. Junto à WOSM que é uma organização não governamental (ONG) que representa o movimento do Escotismo nas Nações Unidas. WOSM e WAGGGS ambos têm Status Consultivo Geral com o Conselho Econômico e Social das Nações Unidas.

## Métodos educacionais
O Guidismo / Bandeirantismo é baseado em um conjunto básico de valores que são encontrados na Promessa e Lei para Guias / Bandeirantes. Cada Guia e Bandeirante promete fazer o melhor por sua fé e pelos outros e, ao fazê-lo, realiza seu potencial máximo como cidadã responsável.
O Guidismo e Bandeirantismo usam métodos educacionais não formais. A educação não formal é uma atividade educacional organizada fora das escolas e faculdades (educação formal). Os principais componentes da educação não formal são:
- Jovens podem desenvolver habilidades e atitudes para a vida com base em um sistema de valores integrado baseado na Promessa e na Lei Guia / Bandeirante.
- Jovens aprendem com seu grupo de pares.
- Jovens aprendem por meio de atividades e programas práticos criados por jovens para jovens.
- Jovens se voluntariam para ingressar em organizações de educação não formal, lideradas também por voluntários, que garantem o comprometimento e o máximo aprendizado.
- Jovens aprendem através do autodesenvolvimento progressivo por meio de:
  - Aprender fazendo,
  - Trabalho em equipe por meio do sistema de equipes e treinamento para liderança responsável, e
  - Cooperação ativa entre jovens e adultos.

Cada Guia/Bandeirante define seu próprio progresso e desenvolvimento de acordo com suas necessidades e aspirações dentro do programa fornecido. Isso contrasta com muitos sistemas de educação formal, onde os jovens devem se encaixar em uma estrutura rígida com pouco reconhecimento das necessidades e diferenças individuais e se aproxima das propostas metodológicas do educador Paulo Freire. O método Guia/Bandeirante é uma forma específica como a liderança trabalha com meninas e jovens mulheres para cumprir a missão da WAGGGS. É uma abordagem integrada com certos elementos-chave: O método de Guia/Bandeirantismo pode ser usado com igual eficácia com meninas de todas as idades, habilidades e origens. Em seu livro "Girl Guiding", Lord Baden-Powell (1918) escreveu:
- "Nosso método de ensino é educar de dentro em vez de instruir de fora; oferecer jogos e atividades que, embora atraentes para a menina, a educará seriamente moral, mental e fisicamente."

Muitas bandeirantes e guias acabam se tornando políticas, escritoras, empresárias e líderes. Senadora Hillary Clinton (Senado dos Estados Unidos), a Excelentíssima Dra. Marjorie Mowlam (política no Reino Unido), Roberta Bondar Ph.D. (primeira canadenses mulher astronauta), e Betty Okwir (principal política em Uganda) são apenas algumas das exemplares atuais bandeirantes e guias.
Em 1965, Dame Leslie Whateley do então - Girl Guides World Bureau (Sede mundial) foi premiada com o Bronze Wolf, a única distinção da Organização Mundial do Movimento Escoteiro, concedida pelo Comitê Escoteiro Mundial por serviços excepcionais ao Escotismo mundial.
Entre suas iniciativas globais, Free Being Me, uma colaboração entre a WAGGGS e a Unilever Dove Self Esteem Project foi lançada em outubro de 2013, com o objetivo de aumentar "a si mesmo - estima e confiança corporal "em meninas.

## História
O Movimento de Guias e Bandeirantes foram formados formalmente em 1910 por Robert Baden-Powell, com a ajuda de sua irmã Agnes Baden-Powell. Depois de seu casamento em 1912, sua esposa Olave Baden-Powell assumiu um papel de liderança no desenvolvimento de Guias e Bandeirantes.
À medida que o movimento se espalhou, associações nacionais de guias independentes foram estabelecidas; no entanto, sentiu-se a necessidade de cooperação internacional. Lady Baden-Powell fundou um Conselho Internacional informal em Londres em fevereiro de 1918. Na quarta Conferência Mundial realizada em Camp Edith Macy em 1926, representantes de vários países sugeriram a formação de uma Associação Mundial para tomar o lugar do Conselho Internacional informal. Depois da Conferência Internacional de 1926, Lady Baden-Powell foi abordada sobre a criação de uma associação formal e em 1928 a Associação Mundial de Guias e Bandeirantes (WAGGGS) foi fundada na 5ª Conferência Internacional realizada em Parád, Hungria. Rose Kerr foi vice-presidente e, posteriormente, Comissária para os países do Tenderfoot. De 1930 a 1939, a WAGGGS ocupou uma sala na sede da British Girl Guide Association, até que se mudou para o Palace Street, 9, ao lado da Nossa Arca.
Em 1920, duas líderes de cada país conhecidas do Guidismo foram convidadas para a Conferência de Comissárias do Condado Britânico realizada no Saint Hugh's College, Oxford. Isso ficou conhecido como a Primeira Conferência Internacional. A 13ª Conferência Mundial foi realizada no mesmo colégio em 1950. As organizações membras continuam a se reunir a cada três anos (inicialmente a cada dois anos) nas Conferências Mundiais.

### Lista de Presidentes do Comitê Mundial / Quadro Mundial
- 1928–1928: Rose Kerr
- 1929–1929: Esther Welmoet Wijnaendts Francken-Dyserinck
- 1930–1934: Helen Storrow
- 1935–1936: Marie Dillner
- 1936–1946: Marie Thérèse de Kerraoul
- 1946–1948: Nadine Corbett
- 1948–1950: Ethel J. Newton
- 1950–1952: Sylvi Visapää
- 1952–1957: Helen Means
- 1957–1960: Estelle Romaine Bernadotte
- 1960–1966: Dora Lykiardopoulo
- 1966–1969: Mary Nesbitt
- 1969–1972: Marjorie M. Culmer
- 1972–1975: Beryl Cozens-Hardy
- 1975–1981: Joyce Price
- 1981–1984: Helen M. Laird
- 1984–1987: Doris Stockmann
- 1987–1990: Odile Bonte
- 1990–1993: Barbara Hayes
- 1993–1996: Doris Riehm
- 1996–1999: Heather Brandon
- 1999–2002: Ginny Radford
- 2002–2005: Kirsty Gray
- 2005–2008: Elspeth Henderson
- 2008–2011: Margaret Treloar
- 2011–2014: Nadine El Achy
- 2014–2017: Nicola Grinstead
- 2017–2020: Ana María Mideros
- 2020–presente: Heidi Jokinen[6]

### Lista de Diretoras / Executivas
- Dame Katharine Furse (1926–1936) - Primeira diretora
- Arethusa Leigh-White (1937–1946)
- Winnifred Kydd (1947–1948)
- Elizabeth Fry (Diretora interina 1948-1949)
- M.E. Home (1949-1950)
- Dame Leslie Whateley (1951–1964)
- Lesley Bulman-Lever (1997–2006)
- Mary McPhail (2007–2014)
- Anita Tiessen (2014–2017)
- David Coe (interina, Agosto de 2017 a Março de 2018)
- Sarah Nancollas (Março 2018 – )[7]

## Conferência Mundial
A Conferência Mundial é o órgão dirigente e se reúne a cada três anos. Se um país tiver mais de uma associação, as associações formam uma federação para coordenação e representação mundial.

## Organização
A WAGGGS consiste em Organizações Membras nacionais que são administradas de forma independente, mas concordam em obedecer à constituição da WAGGGS. As Organizações Membras nacionais estão divididas em cinco regiões globais. As organizações membros, por sua vez, elegem o Quadro Mundial, originalmente o Comitê Mundial, que governa a Associação Mundial de Guias e Bandeirantes. É composto por 17 membras voluntárias ativas de todo o mundo que são democraticamente eleitas por todas as organizações membras e incluem as presidentes de cada uma das cinco regiões da WAGGGS. Além disso, há a equipe permanente do Secretariado Mundial com sede em Londres e chefiada pelo Executivo Principal da WAGGGS (ex-Diretora do Secretariado Mundial). A cada três anos, representantes dos Estados membros se reúnem em uma Conferência Mundial para discutir e votar políticas. O Comitê Mundial mudou seu nome para Quadro Mundial em 1996. O cargo do chefe de equipe foi alterado de Diretora do Secretariado Mundial para Diretora Executiva entre 1964 e 1997.
Cada Organização Membra da WAGGGS escolhe como acredita que pode promover esses objetivos, levando em consideração sua cultura e as necessidades de seus jovens. Alguns optam por trabalhar com meninas sozinhas em um ambiente do mesmo sexo a fim de quebrar estereótipos e dar às meninas e jovens mulheres a confiança para ocupar seu lugar na sociedade. Outras Organizações Membras preferem trabalhar com grupos mistos para permitir que moças e rapazes tenham parceria igual em suas unidades. Algumas organizações optam por combinar abordagens mistas e unissexuais de acordo com a idade e as preferências dos jovens.

### Regiões do mundo

A Associação Mundial de Guias e Bandeirantes tem escritórios em cinco divisões regionais globais:
WAGGGS-Região Europa
WAGGGS-Região Árabe
WAGGGS-Região da África
WAGGGS-Região Ásia-Pacífico
WAGGGS-Região do Hemisfério Ocidental
Não há região WAGGGS correspondentes à Organização Mundial do Movimento EscoteiroRegião Eurásia; nações pós-soviéticas são divididas entre a região WAGGGS-Europa e a região WAGGGS-Ásia Pacífico
áreas cinzentas como Coreia do Norte, Laos e Cuba não têm Guidismo/Bandeirantismo

A Associação Mundial de Guias e Bandeirantes tem cinco regiões: Europa, Árabe, África, Ásia e Hemisfério Ocidental.

### Centros Mundiais
A WAGGGS opera cinco Centros Mundiais que oferecem programas de treinamento, atividades e hospedagem para meninas e líderes, bem como membras de alguns outros grupos e viajantes independentes. As atividades são focadas principalmente na amizade e cooperação internacional, desenvolvimento pessoal e treinamento de liderança, diversão e serviço. A organização "Amigos dos Quatro Centros Mundiais" apóia e promove os centros.
Os cinco centros mundiais são:
- Nosso Chalet, em Adelboden, Suiça; inaugurado em 1932.
- Pax Lodge, em Hampstead, Londres, Inglaterra; com localização atual aberta em 1990. Na verdade é o terceiro Centro Mundial de Londres; o primeira foi Nossa Arca, inaugurada em 1937, que foi renomeada como Casa de Olave em seu 25º aniversário.
- Nossa Cabana, in Cuernavaca, México; aberto em 1957.
- Sangam, em Puuna, Maharashtra, India; abeto em 1966.
- Kusafiri, movendo-se entre cidades Africa; inaugurado em 2010.

O novo centro, Kusafiri, que significa "viajar" em suaíli, foi anunciado em 2015. Ao contrário dos outros centros, será um centro itinerante e existirá por um determinado período de tempo em diferentes lugares com um tema particular na África. Enquanto testava a ideia, começando em 2012, as organizações do país envolvidas incluem Gana, África, Ruanda, Quênia, Nigéria e Benin. Os focos até agora incluíram o treinamento “Parando a Violência” em Ruanda e o desenvolvimento de líderes empreendedores, entre outros.

## Trevo Mundial

Símbolo mundial de membros da WAGGGS

Miss Kari Aas desenhou o emblema do Trevo Mundial que foi adotado na Conferência Mundial em 1930, um trevo dourado em um fundo azul que foi refeito em 1990.
As três folhas representam os três deveres e as três partes da promessa, as duas estrelas e cinco pontas representam a promessa e a lei e a veia no centro representa a agulha da bússola mostrando o caminho certo. A base do trevo representa a chama do amor à humanidade e as cores azul e dourado representam o sol brilhando sobre todas as crianças do mundo.
O Broche Mundial, incorporando o trevo, foi adotado pela primeira vez na 11ª Conferência Mundial em Evian, França em 1946.
O Símbolo da Associação Mundial, semelhante em design ao Broche Mundial, foi adotado pela primeira vez na 7ª Conferência Mundial em Bucze, perto de Górki Wielkie na Polônia, em 1932. É usado por membros do Quadro Mundial, seus Comitês, equipe do Secretariado Mundial e do Centro Mundial.